# Merheim
Merheim, Köln-Merheim — dzielnica miasta Kolonia w Niemczech, w okręgu administracyjnym Kalk, w kraju związkowym Nadrenia Północna-Westfalia, na prawym brzegu Renu. 